# Lord Doune

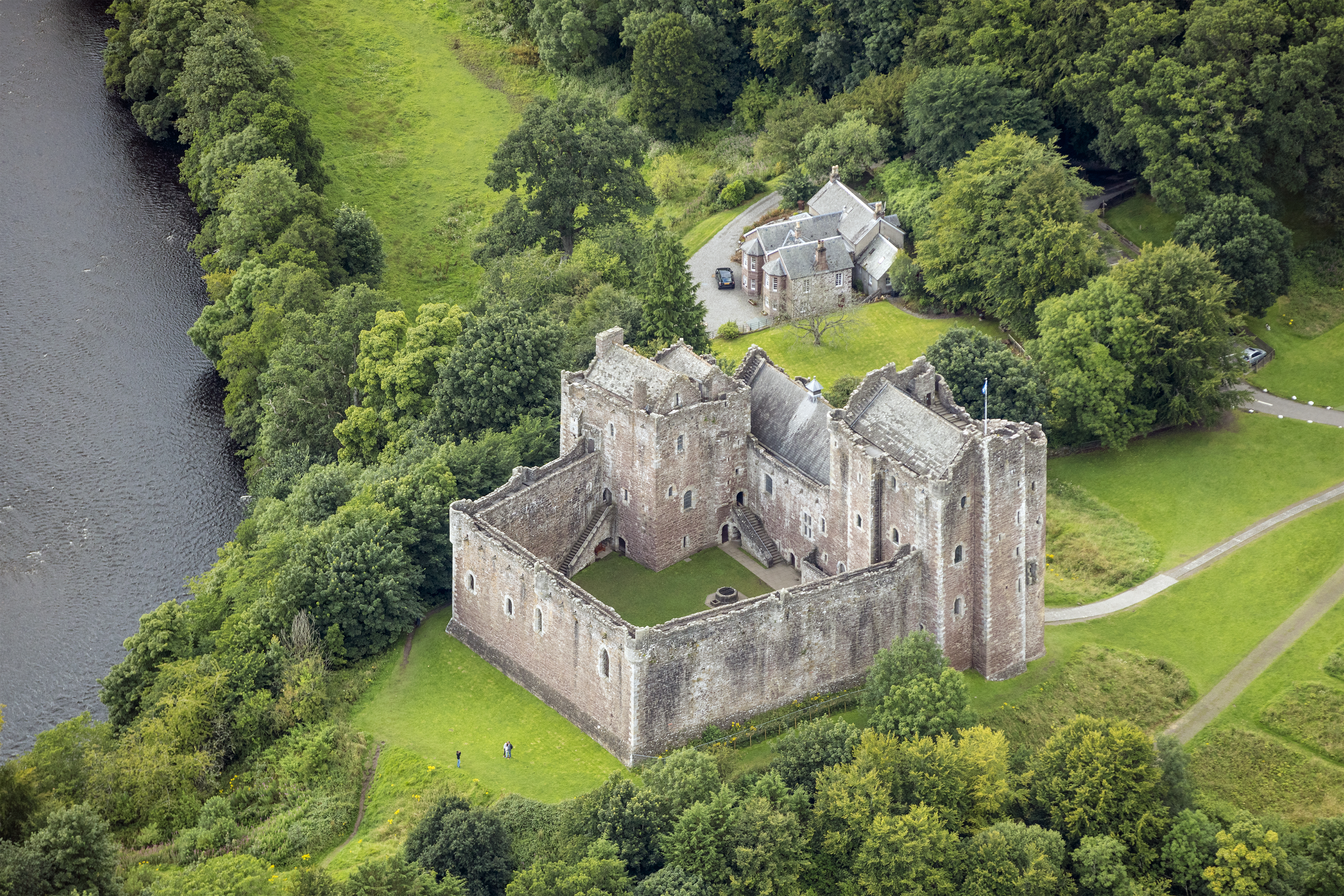
Doune Castle

Lord Doune ist ein erblicher britischer Adelstitel in der Peerage of Scotland.
Der Titel ist nach dem historischen Sitz der Lords, Doune Castle in Doune, Stirling, benannt.

## Verleihung
Der Titel wurde am 24. November 1581 durch König Jakob VI. für Sir James Stewart geschaffen. Er war ein Enkel des Andrew Stewart, 1. Lord Avondale. Der Titel war ursprünglich an seine legitimen männlichen Nachkommen vererbbar, am 6. Januar 1588 (bestätigt durch Act of Parliament vom 5. Juni 1592) verlieh ihm Jakob VI. den Titel erneut, mit dem besonderen Zusatz, dass der Titel an jedweden männlichen Erben (heirs male whatsoever) vererbbar sei, der Namen und Wappen der Familie Stewart führe.
Sein Sohn, der spätere 2. Lord, heiratete 1581 Elizabeth Stewart, 2. Countess of Moray, aus deren Recht er den Titel Earl of Moray führte. Dessen Sohn folgte 1591 als 3. Earl of Moray und 1592 als 3. Lord Doune und erhielt 1620 mit königlicher Bestätigung den Titel Lord St. Colme von seinem Cousin James Stewart, 2. Lord Saint Colme. Beide Lordtitel sind seither nachgeordnete Titel des Earl of Moray. Der älteste Sohn des jeweiligen Earls führt seither als Titelerbe (Heir Apparent) den Höflichkeitstitel Lord Doune.

## Liste der Lords Doune (1581)
- James Stewart, 1. Lord Doune (um 1529–1590)
- James Stewart, 2. Lord Doune, de iure uxoris 2. Earl of Moray (1568–1592)
- James Stewart, 3. Earl of Moray, 3. Lord Doune († 1638)
- James Stewart, 4. Earl of Moray, 4. Lord Doune († 1653)
- Alexander Stuart, 5. Earl of Moray, 5. Lord Doune († 1701)
- Charles Stuart, 6. Earl of Moray, 6. Lord Doune († 1735)
- Francis Stuart, 7. Earl of Moray, 7. Lord Doune († 1739)
- James Stuart, 8. Earl of Moray, 8. Lord Doune (1708–1767)
- Francis Stuart, 9. Earl of Moray, 9. Lord Doune (1737–1810)
- Francis Stuart, 10. Earl of Moray, 10. Lord Doune (1771–1848)
- Francis Stuart, 11. Earl of Moray, 11. Lord Doune (1795–1859)
- John Stuart, 12. Earl of Moray, 12. Lord Doune (1797–1867)
- Archibald Stuart, 13. Earl of Moray, 13. Lord Doune (1810–1872)
- George Stuart, 14. Earl of Moray, 14. Lord Doune (1816–1895)
- Edmund Stuart, 15. Earl of Moray, 15. Lord Doune (1840–1901)
- Francis Stuart, 16. Earl of Moray, 16. Lord Doune (1842–1909)
- Morton Stuart, 17. Earl of Moray, 17. Lord Doune (1855–1930)
- Francis Stuart, 18. Earl of Moray, 18. Lord Doune (1892–1943)
- Archibald Stuart, 19. Earl of Moray, 19. Lord Doune (1894–1974)
- Douglas Stuart, 20. Earl of Moray, 20. Lord Doune (1928–2011)
- John Stuart, 21. Earl of Moray, 21. Lord Doune (* 1966)

Heir apparent ist der Sohn des aktuellen Titelinhabers James Stuart, Lord Doune (* 2002).